# Coronel general
Coronel general es un rango militar empleado por varios ejércitos del mundo para designar a oficiales de la más alta graduación.
Existiendo en países tales como Alemania, Rusia y Nicaragua. 
Es un grado superior al de Teniente General y al de Mayor General en dependencia del escalafón militar de cada país.

## Alemania

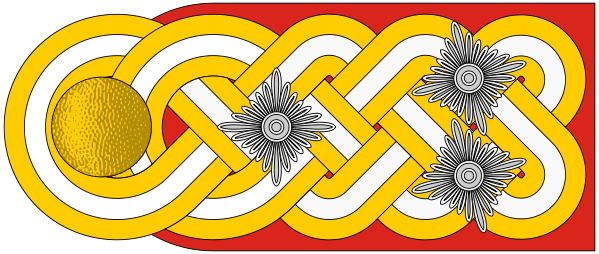
Hombrera de Generaloberst (1935-1945).

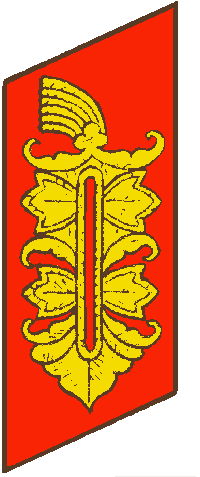
Emblema de cuello usado desde el grado de Generalmajor hasta el de Generaloberst.

El Generaloberst (coronel general) era el máximo grado del escalafón del Estado Mayor del Ejército prusiano, más tarde lo sería también en el Ejército Imperial Alemán, perteneciente a las Reichswehr (fuerzas armadas imperiales). Luego en el ejército durante la República de Weimar y de las Wehrmacht (fuerzas armadas de la Alemania Nacionalsocialista), con sus respectivas ramas el Heer (ejército) como en la Luftwaffe, y en lo que respecta a la marina de guerra (Kriegsmarine), su equivalente recibía el nombre de Generaladmiral (general almirante). Antes de 1940 existió el grado excepcional de "Coronel general con rango de general mariscal". Este rango se otorgaba a un Generaloberst cuando, en tiempos de paz, se le ascendía (puesto que el grado de  mariscal de campo solo se otorga en época de guerra).
En la Nationale Volksarmee (Ejército Nacional Popular) de la República Democrática Alemana era el segundo grado más alto después del de Marschall der DDR, el cual nunca fue concedido a algún oficial.
Dado que hoy en día el Heer perteneciente a las Bundeswehr (Fuerzas Armadas Federales) se orienta por una disciplina estadounidense[cita requerida], el grado de coronel general ha sido remplazado por su equivalente de general de ejército utilizando presillas o galones ya no al estilo prusiano.

## Rusia
El rango de Coronel General (en ruso: генерал-полковник, general-polkovnik) es un grado superior a Teniente General e inferior a General del Ejército.
En la Rusia Imperial no existía el rango de Coronel General y fue establecido en el Ejército Rojo en 1940, manteniéndose aún en el Ejército Ruso. A diferencia del Generaloberst alemán (del cual posiblemente se tomó como ejemplo), el grado soviético y ruso de Coronel General no tenía un carácter excepcional. Durante la Segunda Guerra Mundial alrededor de 150 oficiales fueron ascendidos a Coronel General.
Antes de 1943, los Coroneles Generales soviéticos tenían cuatro estrellas en sus galones. Desde 1943 las estrellas que llevan son tres.
En algunos países exmiembros de la URSS (como, por ejemplo, Armenia y Azerbaiyán) no hay Generales de Ejército ni Mariscales, de tal manera que el rango más alto es el de Coronel General, que en muchos casos es el ministro de Defensa.
El equivalente naval de Coronel General es el Almirante, también con tres estrellas en sus galones.
- Datos: Q155327
- Multimedia: Colonel generals / Q155327